# Zenon Pałka
Zenon Stefan Pałka (ur. 6 grudnia 1952 we Wrocławiu) – działacz opozycji w PRL, drukarz, wydawca.

## Życiorys
Zenon Pałka jest synem Juliusza i Zofii. 
W młodości był hippisem, założył we Wrocławiu Towarzystwo Przyjaźni Polsko-Indyjskiej. Po 10 miesiącach służby wojskowej, rozpoczętej w 1971 roku, został z niej usunięty, prawdopodobnie w związku z konsekwentną postawą wegetariańską.
W 1976 roku, będąc pracownikiem Zakładów Mera-Elwro, wykorzystywał działające tam systemy informatyczne do druku materiałów KOR. Został usunięty z pracy wiosną 1977 roku.
Od 1977 roku był aktywistą opozycji, współpracownikiem Komitetu Obrony Robotników i Komitetu Samoobrony Społecznej „KOR”. Według akt SB:
- był propagatorem powołania tzw. Studenckiego Komitetu Solidarności, w którym „brał udział w organizowaniu zebrań, opracowywaniu, drukowaniu i kolportowaniu wrogich ulotek i oświadczeń,
- był organizatorem wystąpień studentów wrocławskich w związku ze śmiercią Stanisława Pyjasa,
- był współorganizatorem i sygnatariuszem aktu powołania we Wrocławiu Klubu KSS-KOR (w 1979 roku),
- brał udział w zebraniach organizacyjnych, w drukowaniu i kolportowaniu ulotek i rozpowszechnianiu literatury antysocjalistycznej,
- utrzymywał kontakty z działaczami antysocjalistycznymi z Warszawy. Był członkiem MKZ NSZZ »Solidarność« we Wrocławiu”.

W latach 1977–1980 był aktywnym drukarzem Wydawnictwa NOWA, drukował m.in. Biuletyn Informacyjny KSS „KOR” i Placówkę, często w stałej parze z Janem Walcem.
W dniach 27–31 maja 1977 roku uczestniczył w głodówce działaczy opozycyjnych w kościele św. Marcina w Warszawie w obronie represjonowanych robotników z Radomia i Ursusa i więzionych członków KOR.
W 1979 roku został pobity na Komendzie Wojewódzkiej Milicji Obywatelskiej przy ul. Łąkowej we Wrocławiu w związku z odmową zeznań i podpisu na protokole przesłuchania. W związku z tym pobiciem Jan Walc opublikował w Biuletynie Informacyjnym KSS „KOR” znaną rymowankę: Choć pobity Zenon Pałka, nic nie wstrzyma ruchu wałka!.
Od lipca 1981 był redaktorem naczelnym pisma „Z Dnia na Dzień” ukazującego się we Wrocławiu trzy razy w tygodniu w nakładzie kilkudziesięciu tysięcy egzemplarzy.
Po wprowadzeniu stanu wojennego w Polsce ukrywał się. Został zatrzymany 3 marca 1982 roku i 2 doby później aresztowany w związku z rozpowszechnianiem wydawnictw „Solidarność Dolnośląska”, „Biuletyn informacyjny”, „Biuletyn Dolnośląski” i „Tygodnik wojenny”. Po miesiącu (10 kwietnia) otrzymał status internowanego, został osadzony w Ośrodku Odosobnienia w Nysie. Został zwolniony z internowania w końcu lipca 1982 roku.
Przez wiele lat miał zakaz wyjazdów za granicę. W 1983 roku wyjechał z Polski w ramach tzw. „emigracji politycznej” i zamieszkał w Monachium.

## Odznaczenia
- Krzyż Oficerski Orderu Odrodzenia Polski – postanowieniem z dnia 21 września 2006 roku prezydenta Lecha Kaczyńskiego nadany "za wybitne zasługi dla niepodległości Rzeczypospolitej Polskiej, za działalność na rzecz przemian demokratycznych w kraju"[8], wręczony w czasie uroczystości z okazji 30-lecia KOR w Pałacu Prezydenckim[9][10].
- Złota Odznaka Honorowa Wrocławia – 2022[11]